# Lijst van volksliederen
Dit is een lijst van nationale volksliederen.

## Nederland, België
| Nederland | Wilhelmus                       |
| Nederland | 1815-1932: Wien Neêrlands bloed |
| België    | Brabançonne                     |

### Aruba, Curaçao en Sint Maarten
| Aruba        | Aruba Dushi Tera                                                                  |
| Curaçao      | Himno di Kòrsou                                                                   |
| Sint Maarten | O sweet Saint-Martin's Land (binationaal volkslied van Saint-Martin/Sint-Maarten) |

### Nederlandse en Belgische regionale/regionalistische/provinciale volksliederen
| Groningen                       | Grönnens Laid                       |
| Friesland (Fryslân)             | De âlde Friezen                     |
| Stellingwerf                    | Stellingwarfs volkslied             |
| Drenthe                         | Mijn Drenthe                        |
| Overijssel                      | Aan de rand van Hollands gouwen     |
| Salland                         | Sallands volkslied                  |
| Twente                          | Twents volkslied                    |
| Gelderland                      | Ons Gelderland                      |
| Flevoland                       | Waar wij steden doen verrijzen …    |
| Utrecht                         | Langs de Vecht en d'oude Rijnstroom |
| Noord-Holland                   | Ik houd van het groen in je wei     |
| Zuid-Holland                    | Zuid-Hollands volkslied             |
| Goeree-Overflakkee              | Flakkees volkslied                  |
| Zeeland                         | Zeeuws volkslied                    |
| Zeeuws-Vlaanderen               | Zeeuws-Vlaams volkslied             |
| Noord-Brabant en Vlaams-Brabant | Noord-Brabants volkslied            |
| Limburg: Belgisch en Nederlands | Limburg mijn vaderland              |
| Vlaanderen/Vlaamse Gemeenschap  | De Vlaamse Leeuw                    |
| Waasland                        | Waaslandlied                        |
| Wallonië/Franse Gemeenschap     | Le Chant des Wallons                |
| West-Friesland (regio)          | West-Fries volkslied                |

### Nederlandstalige eilanden, dorpen en steden
| Aalst (Oost-Vlaanderen) | Oilsjt goi stad van men droeimen      |
| Alkmaar                 | Van Alkmaar de Victorie               |
| Antwerpen               | Ântwârpe                              |
| Arnhem                  | 't Ernemse Volkslied                  |
| Bonaire                 | Himno di Boneiru                      |
| Boskoop                 | "Waar de schoonste rozen groeien"     |
| Boxmeer                 | Tussen de maas en de rand van de peel |
| Bergen op Zoom          | Merck toch hoe sterck                 |
| Breda                   | De Paarse Heide                       |
| Bredevoort              | Bredevoorts volkslied                 |
| Brugge                  | 'k En Brugge in m'n herte             |
| Den Dungen              | Den Dungen van eiges                  |
| Gennep                  | Genneps volkslied                     |
| Gent                    | Klokke Roeland                        |
| Grou                    | Grouster Weagen                       |
| Leiden                  | Leiden, trots van Neerlands steden    |
| Liempde                 | Liempds Volkslied                     |
| Lomm                    | Lómm is de allerfenste pláts          |
| Maastricht              | Maastrichts volkslied                 |
| Rouveen                 | Bee de grote watertoren               |
| Roermond                | Roermonds Volkslied                   |
| Saba                    | Saba Song                             |
| Sint Eustatius          | Golden Rock                           |
| Terschelling            | Oan Schylge                           |
| Tilburg                 | Tilburgs volkslied                    |
| Urk                     | Urker volkslied                       |
| Venray                  | Rooj mien däörp                       |
| Vollenhove              | ’t Akkertien op de Voorst             |
| Welsum (Olst-Wijhe)     | Welsums Volkslied                     |
| Volendam                | Volendammer volkslied                 |
| Wanneperveen            | O mien vene                           |
| Westkapelle             | Westkappels volkslied                 |

## Overige landen/regio's en hun volksliederen
| Afghanistan                    | Melli Tarana                                                                                               |
| Åland                          | Ålänningens sång                                                                                           |
| Albanië                        | Hymni i Flamurit                                                                                           |
| Algerije                       | Kassaman                                                                                                   |
| Amerikaans-Samoa               | Amerika Samoa                                                                                              |
| Andorra                        | El Gran Carlemany                                                                                          |
| Angola                         | Angola Avante                                                                                              |
| Antigua en Barbuda             | Fair Antigua, We Salute Thee                                                                               |
| Argentinië                     | Himno Nacional Argentino                                                                                   |
| Armenië                        | Mer Hayrenik                                                                                               |
| Australië                      | Advance Australia Fair                                                                                     |
| Azoren                         | Hino dos Açores                                                                                            |
| Bahama's                       | March On, Bahamaland                                                                                       |
| Bahrein                        | Bahrainona                                                                                                 |
| Balearen                       | La Balanguera                                                                                              |
| Bangladesh                     | Amar Sonar Bangla                                                                                          |
| Barbados                       | In Plenty and In Time of Need                                                                              |
| Baskenland                     | Eusko Abendaren Ereserkia                                                                                  |
| Belize                         | Land of the Free                                                                                           |
| Benin                          | L'Aube Nouvelle                                                                                            |
| Bermuda                        | God Save the King onofficieel: Hail To Bermuda                                                             |
| Bhutan                         | Druk tsendhen                                                                                              |
| Bolivia                        | Bolivianos, el hado propicio                                                                               |
| Bosnië en Herzegovina          | Intermeco, Voorheen: Jedna si Jedina                                                                       |
| Botswana                       | Fatshe leno la rona                                                                                        |
| Brazilië                       | Hino Nacional Brasileiro                                                                                   |
| Brunei                         | Allah peliharakan Sultan                                                                                   |
| Bulgarije                      | Mila Rodino                                                                                                |
| Burkina Faso                   | Une Seule Nuit                                                                                             |
| Burundi                        | Burundi bwacu                                                                                              |
| Cambodja                       | Nokoreach                                                                                                  |
| Canada                         | O Canada                                                                                                   |
| Catalonië                      | Els Segadors                                                                                               |
| Centraal-Afrikaanse Republiek  | La Renaissance                                                                                             |
| Chili                          | Dulce Patria, recibe los votos                                                                             |
| China                          | Yìyǒngjūn Jìnxíngqǔ                                                                                        |
| Colombia                       | Oh Gloria Inmarcesible                                                                                     |
| Comoren                        | Udzima wa ya Masiwa                                                                                        |
| Congo-Kinshasa                 | Debout Congolais                                                                                           |
| Congo-Brazzaville              | La Congolaise                                                                                              |
| Cookeilanden                   | God Defend New Zealand                                                                                     |
| Costa Rica                     | Noble patria, tu hermosa bandera                                                                           |
| Cuba                           | La Bayamesa                                                                                                |
| Cyprus                         | Imnos eis tin Eleftherian                                                                                  |
| Denemarken                     | Burgerlijk: Der er et yndigt land Koninklijk: Kong Kristian                                                |
| Djibouti                       | Hinjinne u sara kaca                                                                                       |
| Dominica                       | Isle of Beauty, Isle of Splendour                                                                          |
| Dominicaanse Republiek         | Quisqueyanos valientes                                                                                     |
| Duitsland                      | Das Lied der Deutschen, 3rde vers Voor 1922: Heil dir im Siegerkranz                                       |
| Ecuador                        | Salve, Oh Patria                                                                                           |
| Egypte                         | Biladi, Biladi, Biladi                                                                                     |
| El Salvador                    | Saludemos la Patria orgullosos                                                                             |
| Engeland                       | formeel geen. God Save the King en Jerusalem wel als zodanig gebruikt.                                     |
| Equatoriaal-Guinea             | Caminemos Pisando la Senda de Nuestra Inmensa Felicidad                                                    |
| Estland                        | Mu isamaa, mu õnn ja rõõm                                                                                  |
| Ethiopië                       | Whedefit Gesgeshi Woude Henate Ethiopia                                                                    |
| Faeröer                        | Tú alfagra land mítt                                                                                       |
| Fiji                           | God Bless Fiji                                                                                             |
| Filipijnen                     | Lupang Hinirang                                                                                            |
| Finland                        | Maamme |
| Frankrijk                      | Marseillaise                                                                                               |
| Gabon                          | La Concorde                                                                                                |
| Gambia                         | For The Gambia Our Homeland                                                                                |
| Georgië                        | Tavisoepleba, oud: Didebda zetsit koerteoels                                                               |
| Ghana                          | God Bless Our Homeland Ghana                                                                               |
| Gibraltar                      | Gibraltar Anthem                                                                                           |
| Grenada                        | Hail Grenada                                                                                               |
| Griekenland                    | Imnos eis tin Eleftherian                                                                                  |
| Groenland                      | Nunarput utoqqarsuanngoravit                                                                               |
| Guam                           | Stand Ye Guamanians                                                                                        |
| Guatemala                      | Guatemala Feliz                                                                                            |
| Guernsey                       | Sarnia Cherie                                                                                              |
| Guinee                         | Liberté |
| Guinee-Bissau                  | Esta É a Nossa Pátria Amada                                                                                |
| Guyana                         | Dear Land of Guyana, of Rivers and Plains                                                                  |
| Haïti                          | La Dessalinienne                                                                                           |
| Honduras                       | Tu bandera es un lampo de cielo                                                                            |
| Hongarije                      | Isten, áldd meg a magyart                                                                                  |
| Ierland                        | Amhrán na bhFiann en Ireland's Call (eiland)                                                               |
| IJsland                        | Lofsöngur                                                                                                  |
| India                          | Jana Gana Mana                                                                                             |
| Indonesië                      | Indonesia Raya                                                                                             |
| Irak                           | Ardulfurataini Watan The Royal Salute Mawtini                                                              |
| Iran                           | Sorood-e Jomhoori-e Eslami, voorheen Sorood-e Shahanshahi Iran                                             |
| Israël                         | Hatikwa |
| Italië                         | Il Canto degli Italiani                                                                                    |
| Ivoorkust                      | L'Abidjanaise                                                                                              |
| Jamaica                        | Jamaica, Land We Love                                                                                      |
| Japan                          | Kimi Ga Yo                                                                                                 |
| Jemen                          | United Republic                                                                                            |
| Jersey                         | Ma Normandie                                                                                               |
| Jordanië                       | As-salam al-malaki al-oerdoeni                                                                             |
| Kaaimaneilanden                | Beloved Isles Cayman                                                                                       |
| Kaapverdië                     | Cântico da Liberdade                                                                                       |
| Kameroen                       | Chant de Ralliement                                                                                        |
| Kazachstan                     | Volkslied van Kazachstan (sinds 2006)                                                                      |
| Kenia                          | Ee Mungu Nguvu Yetu                                                                                        |
| Kiribati                       | Teirake kaini Kiribati                                                                                     |
| Koerdistan                     | Ey Reqîb                                                                                                   |
| Kroatië                        | Lijepa naša domovino                                                                                       |
| Laos                           | Pheng Xat Lao                                                                                              |
| Lesotho                        | Lesotho Fatse La Bontata Rona                                                                              |
| Letland                        | Dievs, svētī Latviju                                                                                       |
| Libanon                        | Koullouna Lilouataan Lil Oula Lil Alam                                                                     |
| Liberia                        | All Hail, Liberia, Hail!                                                                                   |
| Libië                          | Libië, Libië, Libië 1969-2011: Allahu Akbar                                                                |
| Liechtenstein                  | Oben am jungen Rhein                                                                                       |
| Litouwen                       | Tautiška giesmė                                                                                            |
| Luxemburg                      | Burgerlijk: Ons Heemecht Groothertogelijk: Wilhelm                                                         |
| Maagdeneilanden                | Virgin Islands March                                                                                       |
| Madagaskar                     | Ry Tanindraza nay malala ô                                                                                 |
| Madeira                        | Hino da Região Autonóma da Madeira                                                                         |
| Malawi                         | Mlungu dalitsani Malawi                                                                                    |
| Maldiven                       | Gavmee Salaam                                                                                              |
| Maleisië                       | Negaraku                                                                                                   |
| Mali                           | Pour l'Afrique et pour toi, Mali                                                                           |
| Malta                          | L-Innu Malti                                                                                               |
| Man                            | Arrane Ashoonagh Dy Vannin                                                                                 |
| Marokko                        | Hymne Cherifien                                                                                            |
| Marshalleilanden               | Forever Marshall Islands                                                                                   |
| Mauritius                      | Motherland                                                                                                 |
| Mexico                         | Himno Nacional Mexicano                                                                                    |
| Micronesia                     | Patriots of Micronesia                                                                                     |
| Moldavië                       | Limba noastră voor 1994: Deșteaptă-te, române!                                                             |
| Monaco                         | Hymne Monégasque                                                                                           |
| Mongolië                       | Bügd Nairamdakh Mongol                                                                                     |
| Montenegro                     | Oj, svijetla majska zoro                                                                                   |
| Mozambique                     | Pátria Amada, voorheen: Viva, Viva a FRELIMO                                                               |
| Myanmar                        | Kaba Ma Kyei                                                                                               |
| Namibië                        | Namibia, Land of the Brave                                                                                 |
| Nauru                          | Nauru Bwiema                                                                                               |
| Nederlandse Antillen           | Volkslied zonder titel                                                                                     |
| Nepal                          | Sayaun Thunga Phool Ka, voorheen: Rastriya Gaan                                                            |
| Nicaragua                      | Salve a ti                                                                                                 |
| Nieuw-Zeeland                  | God Defend New Zealand, God Save the King                                                                  |
| Niger                          | L'honneur de la patrie                                                                                     |
| Nigeria                        | Arise O Compatriots, Nigeria's Call Obey, voorheen: Nigeria, We Hail Thee                                  |
| Noord-Korea                    | Aegukga |
| Noord-Macedonië                | Denes nad Makedonija                                                                                       |
| Noorwegen                      | Burgerlijk: Ja, vi elsker dette landet Koninklijk: Kongesangen                                             |
| Oeganda                        | Oh Uganda, Land of Beauty                                                                                  |
| Oekraïne                       | Sjtsje ne vmerla Oekrajiny                                                                                 |
| Oman                           | Ya Rabbana Ehfid Lana Jalalat Al Sultan                                                                    |
| Oostenrijk                     | Land der Berge, Land am Strome                                                                             |
| Oost-Timor                     | Pátria |
| Pakistan                       | Qaumi Taranah                                                                                              |
| Palau                          | Belau rekid                                                                                                |
| Panama                         | Himno Istmeño                                                                                              |
| Papoea-Nieuw-Guinea            | O arise all you sons of this land                                                                          |
| Paraguay                       | Paraguayos, República o Muerte                                                                             |
| Peru                           | Somos libres, seámoslo siempre                                                                             |
| Pitcairneilanden               | God Save the King                                                                                          |
| Polen                          | Mazurek Dąbrowskiego                                                                                       |
| Portugal                       | A Portuguesa                                                                                               |
| Puerto Rico                    | La Borinqueña                                                                                              |
| Roemenië                       | Deșteaptă-te, române!                                                                                      |
| Rusland                        | Gimn Rossijskoj Federatsii 1991-2000: Patriottenlied 1833-1917: God, behoed de tsaar!                      |
| Rwanda                         | Rwanda nziza                                                                                               |
| Saint Kitts en Nevis           | Oh Land of Beauty                                                                                          |
| Saint Lucia                    | Sons and Daughters of Saint Lucia                                                                          |
| Saint Vincent en de Grenadines | St Vincent Land So Beautiful                                                                               |
| Salomonseilanden               | God Save Our Solomon Islands                                                                               |
| Samoa                          | The Banner of Freedom                                                                                      |
| Sao Tomé en Principe           | Independência total                                                                                        |
| Saoedi-Arabië                  | Aash Al Maleek                                                                                             |
| Schotland                      | formeel geen. The Flower of Scotland, Scotland the Brave en Scots Wha Hae worden wel als zodanig gebruikt. |
| Senegal                        | Pincez tous vos koras, frappez les balafons                                                                |
| Servië                         | Bože Pravde                                                                                                |
| Seychellen                     | Koste Seselwa                                                                                              |
| Sierra Leone                   | High we exalt Thee, realm of the free                                                                      |
| Singapore                      | Majulah Singapura                                                                                          |
| Slovenië                       | Zdravljica                                                                                                 |
| Slowakije                      | Nad Tatrou sa blýska                                                                                       |
| Spanje                         | Marcha Real                                                                                                |
| Sri Lanka                      | Sri Lanka Matha                                                                                            |
| Soedan                         | Nahnu Djundulla Djundulwatan                                                                               |
| Somalië                        | Qolobaa Calankeed                                                                                          |
| Somaliland                     | Sumo ku waar                                                                                               |
| Suriname                       | God zij met ons Suriname                                                                                   |
| Swaziland                      | Nkulunkulu Mnikati wetibusiso temaSwati                                                                    |
| Syrië                          | Homat el Diyar                                                                                             |
| Taiwan                         | Lied der drie principes van het volk                                                                       |
| Tanzania                       | Mungu ibariki Afrika                                                                                       |
| Thailand                       | Burgerlijk: Phleng Chat Koninklijk: Phleng Sansasoen Phra Barami                                           |
| Tibet                          | Gyallu |
| Togo                           | Salut à toi, pays de nos aïeux                                                                             |
| Tonga                          | Koe Fasi Oe Tui Oe Otu Tonga                                                                               |
| Trinidad en Tobago             | Forged from the Love of Liberty                                                                            |
| Tsjaad                         | La Tchadienne                                                                                              |
| Tsjechië                       | Kde domov můj                                                                                              |
| Tsjetsjenië                    | Şatlaqan Illi                                                                                              |
| Tunesië                        | Humat al-Hima                                                                                              |
| Turkije                        | İstiklâl Marşı                                                                                             |
| Turkmenistan                   | Garassyz, bitarap, türkmenistanyn döwlet gimni                                                             |
| Turks- en Caicoseilanden       | God Save the King                                                                                          |
| Tuvalu                         | Tuvalu mo te Atua                                                                                          |
| Uruguay                        | Orientales, la Patria o la tumba                                                                           |
| Vanuatu                        | Yumi, Yumi, Yumi                                                                                           |
| Vaticaanstad                   | Inno e Marcia Pontificale                                                                                  |
| Venezuela                      | Gloria al bravo pueblo                                                                                     |
| Verenigd Koninkrijk            | formeel geen; God Save the King is als zodanig wel in gebruik.                                             |
| Verenigde Staten               | The Star-Spangled Banner presidentiële hymne: Hail to the Chief                                            |
| Vietnam                        | Tiến Quân Ca                                                                                               |
| Wales                          | Hen Wlad Fy Nhadau                                                                                         |
| Wit-Rusland                    | My Belaroesy                                                                                               |
| Zambia                         | Stand and Sing of Zambia, Proud and Free                                                                   |
| Zimbabwe                       | Kalibusiswe Ilizwe leZimbabwe                                                                              |
| Zuid-Afrika                    | Nkosi Sikelel iAfrica & Die Stem van Suid Afrika                                                           |
| Zuid-Korea                     | Aegukka |
| Zuid-Soedan                    | South Sudan Oyee!                                                                                          |
| Zweden                         | Burgerlijk: Du gamla, Du fria Koninklijk: Ur svenska hjärtans djup en gång                                 |
| Zwitserland                    | Schweizerpsalm                                                                                             |

## Niet meer bestaande landen
| Duitse Democratische Republiek   | Auferstanden aus Ruinen                                          |
| Koninkrijk Hawaï                 | Hawaiʻi Ponoʻī                                                   |
| Nederlandse Antillen             | Volkslied zonder titel                                           |
| Oostenrijk-Hongarije             | Kaiserhymne                                                      |
| Servië en Montenegro             | Hej Sloveni                                                      |
| Tsjetsjeense Republiek Itsjkerië | Joƶalla ya marşo                                                 |
| Koninkrijk der Beide Siciliën    | Inno al Re                                                       |
| Sovjet-Unie                      | 1917-1944: De Internationale 1944-1991: Gimn Sovjetskogo Sojoeza |
| Tsjecho-Slowakije                | Kde domov můj gevolgd door Nad Tatrou sa blýska                  |

## Internationale volksliederen
- Europa – Europees volkslied (Ode an die Freude)
- Esperanto - La Espero
- Internationale socialistische beweging (arbeidersbeweging) – De Internationale
- FIFA – FIFA Volkslied
- NAVO – Hymne to the NATO; MP3-volkslied
- Olympische Spelen – Ancient eternal and immortal spirit of Αρχαίον Πνεύμ'αθάνατον; MP3 te downloaden vanaf deze site
- Verenigde Naties – Volkslied naar de Verenigde Naties (onofficieel)